# 濱本斗站
濱本斗站（日语：／ Hamahonto eki */?）為樺太本斗郡本斗町存在過之鐵道省樺太西線的車站。

## 歷史
- 1930年 -本斗站～濱本斗站間1.3km貨物線開通開業。成為樺太西線之支線。

## 戰後
- 1945年8月 : 蘇聯紅軍侵攻、佔領南樺太後，包含車站全線均被蘇聯紅軍所接收。

## 運行狀況
- 因本站為貨物站之故，沒有旅客列車運行業務。

## 隣近車站
鐵道省樺太鐵道局
樺太西線
本斗站 - 濱本斗站